# Caitlin Keats
Caitlin Keats (New York, 26 settembre 1972) è un'attrice statunitense.

## Biografia
Figlia dell'attore Steven Keats, suo padre si suicidò nel 1994.
Dopo la nascita a New York, si è trasferita dapprima a Barcellona, poi a Zurigo e in seguito in Germania per motivi di studio.

## Carriera
Ha preso parte in diversi film, dopo il suo debutto nel 2004 nel film Kill Bill: Volume 2.

## Filmografia parziale
- Kill Bill: Volume 2, regia di Quentin Tarantino (2004)
- The Good Humor Man, regia di Tenney Fairchild (2005)
- The Later Effect, regia di Sarah Kelly (2006)
- Broken English, regia di Zoe Cassavetes (2007)
- Close Range - Vi ucciderà tutti (Close Range), regia di Isaac Florentine (2015)
- Be Somebody, regia di Joshua Caldwell (2016)